# Gildo Vilanculos
Gildo Lourenço Vilanculos (Beira, 31 de janeiro de 1995) é um futebolista moçambicano que atua como atacante. Atualmente defende o Sporting da Covilhã e a Seleção Moçambicana.

## Carreira em clubes
Começou a carreira profissional em 2014, no Ferroviário da Beira, sendo campeão da Taça de Moçambique e conquistando o Campeonato Moçambicano em 2016. Em 2017 se mudou para Portugal, onde atuou por Marítimo B, Marítimo, Real Massamá (empréstimo) e Amora (jogou também por empréstimo antes de ser contratado em definitivo) antes de assinar com o Sporting da Covilhã em julho de 2022.

## Seleção
Pela Seleção Moçambicana, Gildo estreou em março de 2015, num amistoso contra Botsuana, marcando seu primeiro gol pelos Mambas em julho do mesmo ano, na vitória por 4 a 0 sobre Seicheles.

## Títulos
Ferroviário da Beira
- Campeonato Moçambicano: 2016
- Taça de Moçambique: 2014